# 田中健五
田中 健五（たなか けんご、1928年（昭和3年）6月4日 - 2022年（令和4年）5月7日）は、日本のジャーナリスト、編集者、実業家。『諸君!』、『文藝春秋』、『週刊文春』編集長を経て、文藝春秋社長（第7代）。

## 人物・来歴
広島県広島市出身。海軍兵学校教授であり、高松宮宣仁親王に英語を指導したことでも知られる田中酉熊の五男として生まれる。
都立一中から1945年（昭和20年）4月、海軍兵学校に第77期生として入学するも敗戦により退校、旧制東京高校を経て、1953年東京大学文学部独文科を卒業。就職難の時代、たまたま文藝春秋新社（現・文藝春秋）の試験を受け入社。半藤一利は同期生。当時の文藝春秋は社員数100人にも満たない小さな会社だった。
創業者菊池寛の没後に入社したため、「菊池寛を知らない初めての社長」と後年業界で話題となる。『文学界』編集部時代には、当時の新人作家・石原慎太郎、江藤淳らと付き合い人脈を形成した。その後、小林秀雄責任編集『現代日本文学館』（全43巻）や林健太郎単独編集『大世界史』（全26巻。全巻書きおろし）を手掛ける。

### 諸君!初代編集長に抜擢
出版部次長を担った後、池島信平社長が、1969年（昭和44年）夏、オピニオン誌『諸君!』の創刊を決めると、41歳で初代編集長に抜擢される。創刊号のトップ記事は、3年前に文藝春秋を退社した立花隆の筆による「この果てしなき断絶 全学連父と子の記録」。田中はまだ無名の書き手だった立花の才能を高く評価し、以後、立花は『諸君!』に力のこもった記事を次々と発表していく。立花ばかりではなく、本田靖春、柳田邦男、上之郷利昭、岩川隆らの多くのノンフィクションライターが『諸君!』から巣立っていった。また1971年（昭和46年）12月号から連載が始まった平岡梓（三島由紀夫の父）は、平岡公威の少年時代から作家・三島由紀夫の誕生、その死に至るまでの全貌を、克明に描いて大きな話題を呼んだ。

### 文藝春秋編集長時代
1972年（昭和47年）『文藝春秋』編集長に就任する。学歴のない50歳半ばの若き政治家・田中角栄が何故総理大臣までなりえたか、の好奇心から立花隆と児玉隆也を起用し、1974年11月特別号で時の首相・田中角栄の特集「田中角栄研究－その金脈と人脈」「淋しき越山会の女王」の二本立60頁に及ぶ特集を掲載。大きな反響を呼び起こした。田中首相が外国人記者の質問に答え「記事は事実無根」と発言したのを機に、静観していた新聞も田中金脈問題などの見出しで大々的な報道を行い田中内閣を退陣へと追い込んだ。これは雑誌ジャーナリズムはじまって以来の快挙と喧伝されたが、「特集・田中角栄研究は、正義感からではなく好奇心から発した企画である。新聞その他マスコミが教えてくれないから本誌が企画するのである」としか田中は語っていない。なお、当時の文春社長は新潟出身で、角栄とは親しく、この「研究」の掲載自体に反対だった。編集長もデスクも担当者も後に社長になったという伝説のチームであるが、会社の幹部は「雑誌掲載は許可するが出版することは許さない」という方針を示していたため、田中角栄研究は雑誌としては完売になりながら、書籍としては講談社で出版されている。
田中は度胸があった。若手学者20数名で結成した匿名執筆集団「グループ1984年」の「日本共産党『民主連合政府綱領』批判」（1974年6月号）は、共産党が持つ矛盾を鋭く衝いた。田中の好奇心は、のち立花の『日本共産党の研究』に結実する。それでいながら、当時の宮本顕治同党幹部会委員長を、今も続く名物グラビアページ「同級生交歓」（1975年5月号）に、旧制松山高校の同級生5人とともに登場させた。しかも宮本は在学当時を追憶する文章まで寄せている。

### 週刊文春編集長時代
1977年（昭和52年）『週刊文春』編集長に就き、クレディビリティの高い、読み応えある雑誌への刷新を宣言。現在も続く和田誠のイラストに表紙に変え、和田の表紙は、谷内六郎の『週刊新潮』というイメージに対抗し、『週刊文春』を一回りも二回りも大きくした。また風俗記事や女性のヌード写真が紙面から消える一方で、「淑女の雑誌」を連載し、女性読者も想定した誌面構成に変更した。まだ新人だった落合信彦には90枚の長編ドキュメント「2人の首領 笹川良一と児玉誉士夫」を書かせ、上前淳一郎、田原総一朗ら、のちに名を成す若手ライターも起用していった。
しかし、翌78年11月、編集長を辞任した。原因として、10月12日号の記事「大平・中曽根のスキャンダル合戦」を巡る政界圧力説、東京相互銀行からの田中への裏融資説などが噂されたが、実際は、10月26日号おける文藝春秋の表紙画を描いていた杉山寧を揶揄するような記事が、杉山の逆鱗に触れたためだった。杉山の娘は三島由紀夫夫人・平岡瑤子で、以前田中が三島の父・平岡梓に原稿を書かせた時から確執があった。

### 取締役選任
1979年（昭和54年）第二編集局長、1982年取締役に選任。1986年には安部譲二を世に出した。安部は田中がいなければ作家になっていなかったと述べている。

### 社長時代
1988年（昭和63年）社長に就任すると、拡大路線に走った。1991年（平成3年）には若者向けの『サンタクロース』（月2回刊）、中高年向けの『ノーサイド』（月刊）、男性向けの『マルコポーロ』（月刊）の3誌同時創刊という派手な挑戦をした。しかし、3誌はなかなか浮上しなかった。文春の和気靄靄とした社風を経営には障害とみなしたのか、奇矯な人事異動も行った。社員同士が飲んでいると「前向きではない」とあまりいい顔はしなかった。
自宅が銃撃
1990年代初頭は、宮内庁の内部がふたつに割れた時期だった。昭和天皇支持派と今上天皇（現・上皇）支持派である。これまでは他の省庁に比べても極端にガードの堅かった宮内庁から、情報がいくらでも漏れてくるようになった。『週刊文春』は次々に記事を作り、いずれも大きな反響を呼んだ。
- 「宮内庁にあえて問う 皇太子ご成婚「君が代」はなぜ消えたのか」（1993年6月10日号）
- 「『宝島30』の問題手記「皇室の危機」で宮内庁職員が初めて明かした皇室の「嘆かわしい状況」」（7月22日号）
- 「美智子皇后のご希望で昭和天皇が愛した皇居自然林が丸坊主」（9月23日号）
- 「宮内庁VS防衛庁に発展か 天皇・皇后両陛下は「自衛官の制服」がお嫌い」」（9月30日号）
- 「美智子皇后 私はこう考える」（10月7日号）
- 「美智子皇后 訪欧中の評判」（10月14日号）
- 「貧すりゃ鈍する「週刊朝日」は宮内庁のPR誌か」（10月21日号）
- 「投稿大論戦 美智子皇后 読者はこう考える」（10月28日号）[14]。

ヨーロッパ歴訪から帰国した直後の10月20日、美智子皇后は異例のコメントを出した。「どのような批判も、自分を省みるよすがとして耳を傾けねばならないと思います。今までに私の配慮が十分でなかったり、どのようなことでも、私の言葉が人を傷つけておりましたら、許して頂きたいと思います。しかし、事実ではない報道には大きな悲しみと戸惑いを覚えます」。同日、皇后は赤坂御所で倒れて、声が出なくなった。言葉を失った状態は翌年まで続いた。皇后の「深い悲しみ」と失声症は世間の風向きを180度変えた。これまで宮内庁や美智子妃を批判していた人々も、一斉に『週刊文春』批判に回った。事態を収束させるべく、花田紀凱編集長は『週刊文春』11月11日号に「皇室報道 小誌はこう考える」という記事と宮内庁への謝罪広告を掲載した。
しかし、右翼の怒りは収まらず、11月29日には、田中の自宅が銃撃されるという事件が起こる。午前零時すぎに屋外から2階に向けて2発撃たれたが、1発の銃弾はベッドのヘッドボードを貫通し、寝ていた田中の頭部のすぐ脇を通って反対側の壁にのめり込んでいた。田中は「弾が当たらなかったのは、俺の運がいいことさ」と笑い飛ばしたが、それからしばらくの間、文藝春秋に厳戒態勢が敷かれた。「あの時初めて、肉体的、精神的な疲労を感じた」と花田は振り返る。
JR東日本事件
『週刊文春』は、1994年（平成6年）6月23日号から4回にわたり「JR東日本に巣食う妖怪」と題するキャンペーン記事を連載する。立花の下で『田中角栄研究』『日本共産党の研究』の中心スタッフとして活躍したノンフィクションライターの小林峻一が執筆したものだが、JR東の労使双方から反発を喰らい、事実上3ヵ月近くも、駅売店「キヨスク」から『週刊文春』が姿を消した。販売中止による言論の封殺という前代未聞の事件だった。もともと「キヨスク」という名は、国鉄時代のJRから田中が頼まれて名付け親になったものだった。
1994年当時『週刊文春』は約90万部を発行しており、そのうちキヨスクでは約11万部を取り扱っていた。発行部数の約8分の1に及ぶ大きな販売ルートを突然絶たれた文藝春秋は、東京地裁に出版妨害の仮処分申請を行い、JR東日本は対抗策として1億円の損害賠償と新聞5紙への謝罪広告の掲載を求める民事訴訟を起こした。1ヶ月半後、鉄道弘済会は以前の半分の部数で『週刊文春』の取引を再開、事件はようやく解決に向かって動き出したが、連載終了から4ヶ月後にあたる11月、『週刊文春』は1ページの5分の3という異例の大きさで謝罪広告を掲載した。これは史上最悪の全面敗北といわれる。
マルコポーロ事件
1994年春、田中は平均実売部数が4万部に満たない『マルコポーロ』を浮上させようと、花田を編集長に据える。その『マルコポーロ』は、1995年2月号（1月17日発売）に若手医師の西岡昌紀が独力で調べた「戦後世界史最大のタブー。ナチガス室はなかった」」という記事を掲載した。ところが、これが文藝春秋を揺るがす大問題へと発展する。
2月号の発売翌日にあたる1月18日、アメリカ・カリフォルニア州に本部を置くサイモン・ウィーゼンタール・センター（SWC）は、ワシントンにある日本領事館の栗山尚一大使に宛てて抗議文を送付。1月20日にはイスラエル大使館員が抗議のために文藝春秋を訪れた。SWCは、抗議文だけで済ますつもりなど毛頭なかった。『マルコポーロ』に広告を載せている企業に対して、ホロコーストを否定する文藝春秋への広告掲載を中止するよることを強く要請した。雑誌は広告が入らなければ存続できない。問答無用の実力行使である。
事態の収拾を図るべく、文藝春秋はSWCに3つの提案をして了承を得た。1、当該号の店頭からの回収。2、花田紀凱編集長の解任。3、『マルコポーロ』の廃刊。この発表がなされたのは1月30日のことだった。2月14日には、田中はJR東日本事件、マルコポーロ事件の責任を取る形で会長に退き、3月9日には大規模な人事異動があり、花田は戦後史企画室という実態のない部署に異動することになった。月刊『文藝春秋』1995年4月号（3月10日発売）には「読者の皆様へ」という社告が掲載された。内容は「当該記事は歴史に対する公正さを欠き、ジャーナリズムの責任において誤っていたと認めざるを得ません。」というものだった。
「会社の規模を2倍にしたい」を念願としていた田中は、社長退任の際、居並ぶ社員たちを前に、「何も悔いがないといえばウソになります」と挨拶した。

### その後
1997年（平成9年）取締役最高顧問となり、日本雑誌協会、日本文学振興会の各理事長、日本図書普及社長、活字文化推進会議特別顧問なども歴任した。
71歳で文春を去る段になって、田中はふたたび社内をドットばかりに沸かせた。「ドイツに単身留学する」と宣言。アルバイトの明け暮れで、満足に勉強できなかった学生時代を取り戻したいとも、言った。
2022年5月7日、肺炎のため死去。93歳没。